# 克拉姆西 (埃纳省)
克拉姆西（法語：Clamecy，法語發音：[klamsi] ⓘ）是法国上法兰西大区埃纳省的一个市镇，属于苏瓦松区。

## 地理
克拉姆西（49°25'41"N, 3°21'40"E）面积3.4 平方千米，位于法国上法蘭西大區埃纳省，该省份为法国北部内陆省份，北起北部省，西接索姆省和瓦兹省，东临阿登省和马恩省，西南至塞纳-马恩省，东北部与比利时接壤。
与克拉姆西接壤的市镇（或旧市镇、城区）包括：布赖、克鲁伊、勒里、泰尔尼-索尔尼、维耶里。

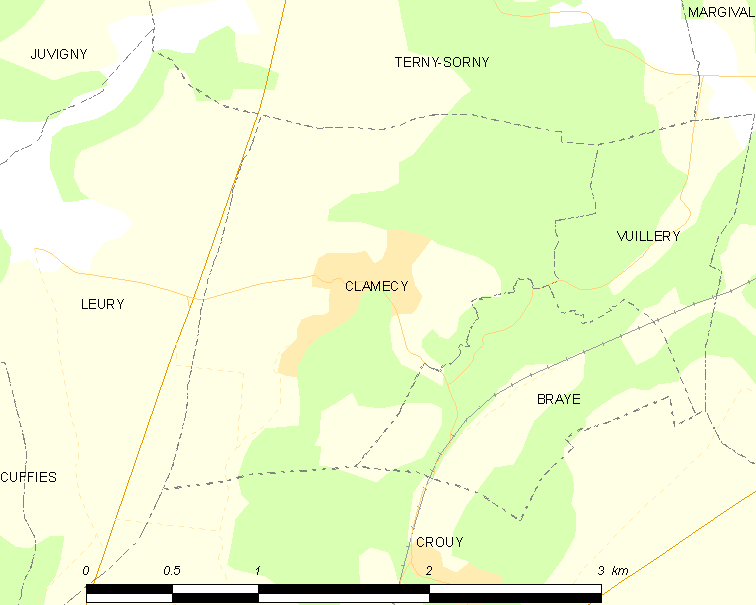
的OSM定位图

克拉姆西的时区为UTC+01:00、UTC+02:00（夏令时）。

## 行政
克拉姆西的邮政编码为02880，INSEE市镇编码为02198。

## 政治
克拉姆西所属的省级选区为塔德努瓦地区费尔县。

## 人口

1962-2008年间人口变化图示

克拉姆西于2022年1月1日时的人口数量为238人。